# 에너지공학

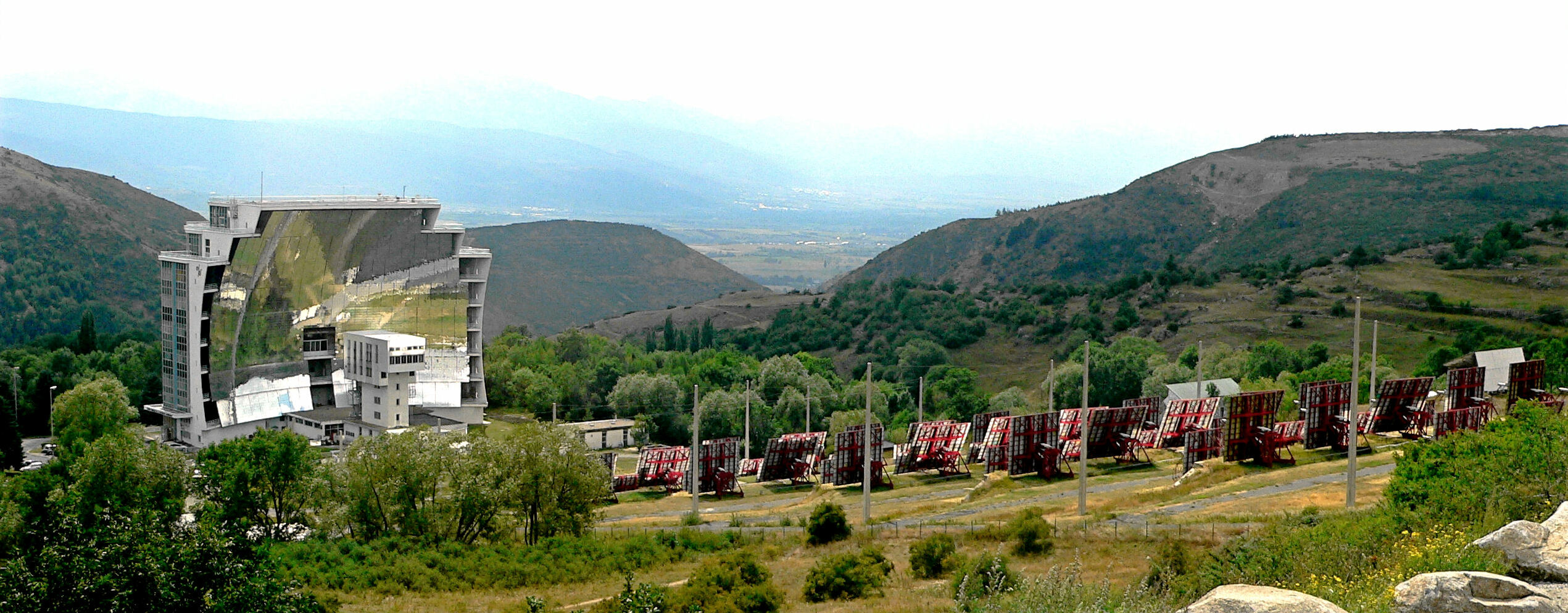
집광형 태양광 발전 시스템

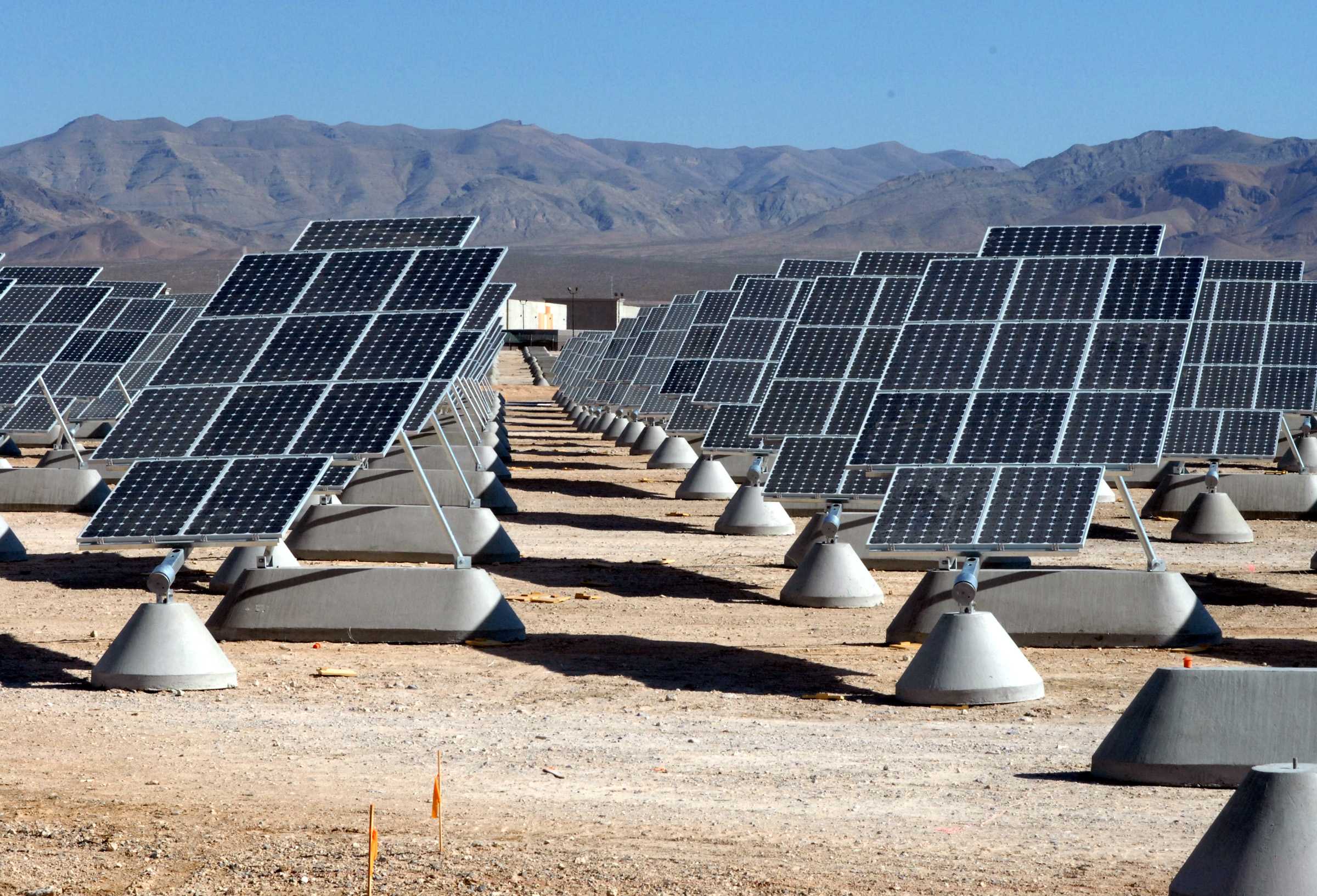
태양 전지판의 모습

에너지공학(Energy engineering)은 에너지 하베스팅 및 저장, 에너지 변환, 에너지 물질, 에너지 시스템, 에너지 효율성, 에너지 서비스, 설비관리, 플랜트 엔지니어링, 에너지 모델링, 환경 규정 준수, 지속 가능한 에너지 및 재생 가능 에너지와 같은 분야를 다루는 광범위한 엔지니어링 분야이다. 에너지공학은 가장 최근에 등장한 공학 분야 중 하나이다. 에너지공학은 물리학, 수학, 화학 분야의 지식과 경제 및 환경 공학 실무를 결합한다. 에너지 엔지니어는 효율성을 높이고 재생 가능한 에너지원을 더욱 개발하기 위해 자신의 기술을 적용한다. 에너지 엔지니어의 주요 임무는 건물 및 제조 공정을 운영하는 가장 효율적이고 지속 가능한 방법을 찾는 것이다. 에너지 엔지니어는 해당 프로세스에서 에너지 사용을 감사하고 시스템 개선 방법을 제안한다. 이는 건물의 고급 조명, 더 나은 단열, 더 효율적인 난방 및 냉방 특성을 제안하는 것을 의미한다. 에너지 엔지니어는 가장 환경 친화적인 방식으로 에너지를 얻고 사용하는 데 관심이 있지만 해당 분야는 수력, 태양열, 바이오매스 또는 지열과 같은 재생 가능 에너지에만 국한되지 않는다. 에너지 엔지니어는 석유 및 천연가스 추출 분야에도 고용되어 있다.